# Ganguro

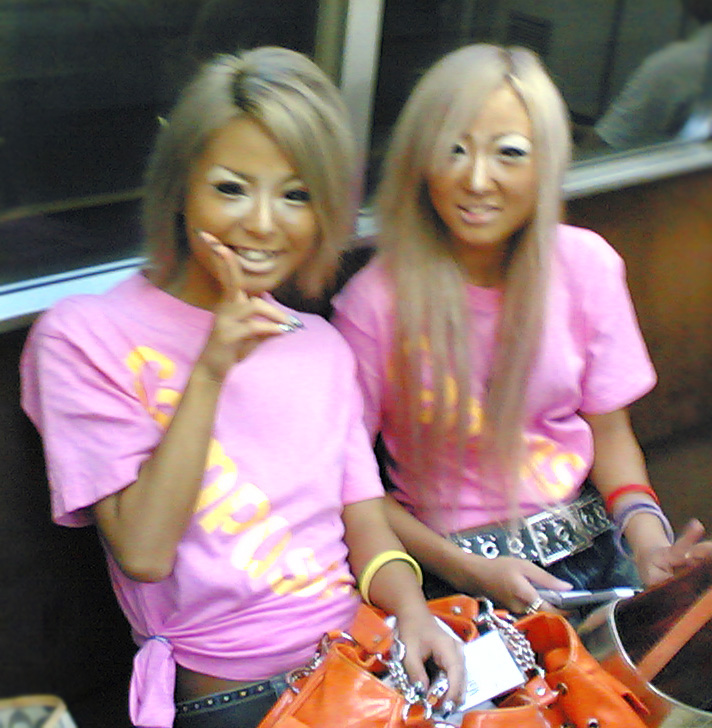
Två gangurotjejer.

Ganguro, (顔黒) ガングロ "svartansikte", är en del av japanskt galmode. Ganguros kännetecknas av sin solbruna hud, sitt bleka, tuperade hår, mycket smink runt ögonen och av sina vita läppar. Under 90-talet var det populärt med platåskor, vitt pandasmink, mycket blekt hår och färgglada kläder. Ganguros dominerar gatorna i området Shibuya i Tokyo, Japan.  Tjejerna inhandlar en stor del av sin garderob på varuhuset Shibuya 109.[källa behövs]
Yamanba och manba
Yamanba (ヤマンバ) och manba (マンバ)Är termer för det "extrema" ganguro modet. 
Manba och Yamanba ska man inte blanda ihop. Yamanba har vitt smink bara ovanför ögat, medan Manba har smink både under och ovanför ögat. Dom bär gosedjur, armband, klockor och hibiskus. Den manliga motsvarigheten kallas för en "centrumkille" (センター 街, Sentāgai, Center Street), en ordlek med namnet på en gågata nära Shibuya Station i Tokyo, där Yamanba och centrumkillarna ses ofta.